# Robert Wartenberg
Robert Wartenberg (Hrodna, 19 de junho de 1887 — São Francisco, Califórnia, 16 de novembro de 1956) foi um neurologista estadunidense.

## Publicações selecionadas
- The examination of reflexes. The Year Book Publishers, Chicago 1945.
- Diagnostic tests in Neurology. The Year Book Publishers, Chicago 1953.
- Neuritis, sensory neuritis, neuralgia. Oxford Univ. Press, New York 1958.